# Casaco

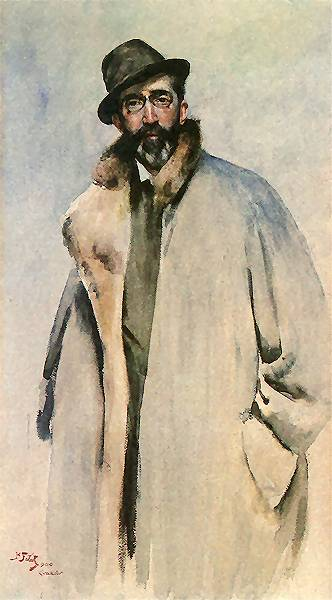
Pintura de um homem usando um casaco

Casaco ou blusão é a peça de roupa tanto masculina quanto feminina baseada nas camisas de mangas compridas, em que o tecido, primordialmente, é mais pesado ou grosso. Casacos têm o objetivo primordial de proteger seu usuário contra o frio.